# Jumaytepeque
Jumaytepeque es una aldea del municipio de Nueva Santa Rosa en el departamento de Santa Rosa en Guatemala. Ocupó la categoría de Municipio del Departamento de Santa Rosa, pero cuando se creó el municipio de Nueva Santa Rosa por Acuerdo Gubernativo del 2 de octubre de 1935, fue suprimido y se anexó como aldea al nuevo municipio.[cita requerida]
Entre sus atractivos turísticos se encuentra el templo católico, el cual fue construido durante la época colonial y conserva su estilo original; ha sufrido algunos daños con el tiempo, pero ha sido restaurada por los pobladores.

## Ubicación geográfica
Se localiza al norte del Departamento de Santa Rosa, con una distancia de 7 km de la cabecera municipal por carretera pavimentada,  al sureste del Municipio de Nueva Santa Rosa y al este del Volcán Jumaytepeque.

## Historia
Según datos históricos recabados la Aldea Jumaytepeque, fue fundada en el año de 1520 po 220 indígenas xinka y pipiles dominados por el cacique «Tonaltet» o «Tonantel», cuyo nombre significa «Piedra del Sol».[cita requerida]

### Tras la independencia de Centroamérica
En la constitución del Estado de Guatemala que se promulgó en 1825, se menciona a Jumaytepeque —llamado entonces «Jumay»—, como parte del Circuito de Cuajiniquilapa para la impartición de justicia, en el Distrito 3.º de Mita; junto a Jumay pertenecían a ese circuito Cuajiniquilapa, los Esclavos, Oratorio, Concepción, la Vega, el Pino, los Verdes, los Arcos, Corral de Piedra, San Juan de Arana, el Zapote, Santa Rosa, Mataquescuintla, las Casillas y Epaminondas.

### Fundación del departamento de Santa Rosa
La República de Guatemala fue fundada por el gobierno del presidente capitán general Rafael Carrera el 21 de marzo de 1847 para que el hasta entonces Estado de Guatemala pudiera realizar intercambios comerciales libremente con naciones extranjeras. El 25 de febrero de 1848 la región de Mita fue segregada del departamento de Chiquimula, convertida en departamento y dividida en tres distritos: Jutiapa, Santa Rosa y Jalapa.  Específicamente, el distrito de Santa Rosa incluyó a Santa Rosa como cabecera, Cuajiniquilapa, Chiquimulilla, Guazacapán, Taxisco, Pasaco, Nancinta, Tecuaco, Sinacantán, Isguatán, Sacualpa, La Leona, Jumaytepeque —llamado entonces simplemente «Jumay»— y Mataquescuintla.

### Anexión a Nueva Santa Rosa
Jumaytepeque tuvo la categoría de municipio hasta el 2 de octubre de 1935, cuando por Acuerdo Gubernativo del gobierno del general Jorge Ubico fue anexada como aldea al municipio de Nueva Santa Rosa.

## Costumbres y tradiciones
En Jumaytepeque se celebran varias ferias patronales:
- En honor a San Francisco de Asís el 17 de septiembre, 4 de octubre y 25 de noviembre
- En honor al Señor de Esquipulas el 15 de enero

Las danzas folclóricas que se celebran son realizadas por los pobladores indígenas; las danzas más famosas son: «Los Viejos» y «Los Canchuleros».  También se realizan tradicionales cofradías, que son de los celebraciones más importantes del municipio de Nueva Santa Rosa.